# Vester Terp
Vester Terp (tysk: Wester Terp) ligger i Sønderjylland og er en lille landsby i Nørre Løgum Sogn nord for Løgumkloster. Den befinder sig i Tønder Kommune og hører til Region Syddanmark. Fra Vester Terp er der godt 6 kilometer til Løgumkloster, knap 11 kilometer til Arrild og 11 kilometer til Skærbæk. 
I Vester Terp ligger "Vester Terp Bypark".